# Südamerikaspiele 2022/Leichtathletik
Bei den Südamerikaspielen 2022 wurden zwischen dem 12. und 15. Oktober 2022 49 Bewerbe im Athletics National Center in der paraguayischen Hauptstadt Asunción in der Leichtathletik ausgetragen.

## Ergebnisse

### Männer

#### 100 m
| Platz | Athlet                | Land | Zeit (s) |
| ----- | --------------------- | ---- | -------- |
| 1     | Franco Florio         | ARG  | 10,35    |
| 2     | Felipe Bardi          | BRA  | 10,37    |
| 3     | Carlos Palacios       | COL  | 10,46    |
| 4     | Rodrigo do Nascimento | BRA  | 10,53    |
| 5     | Abdel Kalil           | VEN  | 10,70    |
| 6     | David Vivas           | VEN  | 10,71    |
| 7     | Misael Zalazar        | PAR  | 10,71    |
| 8     | Jonathan Wolk         | PAR  | 10,77    |

Datum: 13. Oktober
Wind: −1,3 m/s

#### 200 m
| Platz | Athlet                   | Land | Zeit (s) |
| ----- | ------------------------ | ---- | -------- |
| 1     | Lucas Rodrigues da Silva | BRA  | 20,89    |
| 2     | Anderson Marquinez       | ECU  | 20,95    |
| 3     | Rafael Vásquez           | VEN  | 21,15    |
| 4     | Enzo Faulbaum            | CHI  | 21,24    |
| 5     | César Almirón            | PAR  | 21,50    |
| 6     | Arturo Deliser           | PAN  | 21,51    |
| 7     | Misael Zalazar           | PAR  | 22,02    |
|       | Lucas Vilar              | BRA  | DNS      |

Datum: 14. Oktober
Wind: −0,5 m/s

#### 400 m
| Platz | Athlet                | Land | Zeit (s) |
| ----- | --------------------- | ---- | -------- |
| 1     | Elián Larregina       | ARG  | 45,80    |
| 2     | Kelvis Padrino        | VEN  | 46,41    |
| 3     | Lucas Carvalho        | BRA  | 46,47    |
| 4     | Vitor Hugo de Miranda | BRA  | 47,06    |
| 5     | Javier Gómez          | VEN  | 47,48    |
| 6     | Francisco Guerrero    | ECU  | 21,51    |
| 7     | Nicolás Salinas       | COL  | 48,04    |
| 8     | Alan Minda            | ECU  | 48,04    |

Datum: 13. Oktober

#### 800 m
| Platz | Athlet             | Land | Zeit (min) |
| ----- | ------------------ | ---- | ---------- |
| 1     | Chamar Chambers    | PAN  | 1:46,99 PB |
| 2     | José Antonio Maita | VEN  | 1:47,26    |
| 3     | Eduardo Ribeiro    | BRA  | 1:47,39    |
| 4     | Guilherme Kurtz    | BRA  | 1:48,21    |
| 5     | Ryan López         | VEN  | 1:49,37    |
| 6     | Jelssin Robledo    | COL  | 1:49,40    |
| 7     | Diego Lacamoire    | ARG  | 1:52,44    |
| 8     | Esteban González   | CHI  | 1:53,39    |

Datum: 15. Oktober

#### 1500 m
| Platz | Athlet           | Land | Zeit (min) |
| ----- | ---------------- | ---- | ---------- |
| 1     | Federico Bruno   | ARG  | 3:40,90    |
| 2     | Guilherme Kurtz  | BRA  | 3:41,58    |
| 3     | Santiago Catrofe | URU  | 3:42,57    |
| 4     | José Zabala      | ARG  | 3:44,42    |
| 5     | Sebastián López  | VEN  | 3:45,81    |
| 6     | Diego Uribe      | CHI  | 3:47,30    |
| 7     | David Ninavia    | BOL  | 3:49,41    |
| 8     | Esteban González | CHI  | 3:50,71    |

Datum: 13. Oktober

#### 5000 m
| Platz | Athlet            | Land | Zeit (min)     |
| ----- | ----------------- | ---- | -------------- |
| 1     | Federico Bruno    | ARG  | 13:54,79 GR    |
| 2     | Santiago Catrofe  | URU  | 13:55,24       |
| 3     | Ignacio Velásquez | CHI  | 14:01,12       |
| 4     | David Ninavia     | BOL  | 14:08,37 NU20R |
| 5     | Vidal Basco       | BOL  | 14:11,78       |
| 6     | Yuri Labra        | PER  | 14:23,74       |
| 7     | Frank Lujan       | PER  | 14:41,03       |
| 8     | Héctor Silguero   | PAR  | 15:08,75       |

Datum: 12. Oktober

#### 10.000 m
| Platz          | Athlet            | Land | Zeit (min)  |
| -------------- | ----------------- | ---- | ----------- |
| 1              | Carlos Díaz       | CHI  | 29:15,66    |
| 2              | Ignacio Velásquez | CHI  | 29:30,81    |
| 3              | Héctor Garibay    | BOL  | 29:35,87 PB |
| 4              | Rafael Loza       | ECU  | 30:45,42    |
| 5              | Janiek Pomba      | SUR  | 35:15,66    |
|                | Vidal Basco       | BOL  | DNF         |
| Gerald Giraldo | COL               | DNF  |             |
| Frank Lujan    | PER               | DNF  |             |
| Joaquín Arbe   | ARG               | DNF  |             |
| Ignacio Erario | ARG               | DNF  |             |

Datum: 14. Oktober

#### Marathon
| Platz       | Athlet                    | Land | Zeit (h)   |
| ----------- | ------------------------- | ---- | ---------- |
| 1           | Christian Vásconez        | ECU  | 2:16:34 GR |
| 2           | Derlis Ayala              | PAR  | 2:17:30    |
| 3           | Andrés Zamora             | URU  | 2:17:42    |
| 4           | Nicolás Cuestas           | URU  | 2:20:10    |
| 5           | Pedro Gómez               | ARG  | 2:30:33    |
|             | Carlos Alejandro González | PAR  | DNF        |
| Luis Ostos  | PER                       | DNF  |            |
| Rene Champi | PER                       | DNF  |            |

Datum: 15. Oktober

#### 20 km Gehen
| Platz                   | Athlet              | Land | Zeit (h) |
| ----------------------- | ------------------- | ---- | -------- |
| 1                       | Brian Pintado       | ECU  | 1:19:43  |
| 2                       | David Hurtado       | ECU  | 1:20:44  |
| 3                       | Caio Bonfim         | BRA  | 1:21:01  |
| 4                       | Éider Arévalo       | COL  | 1:27:00  |
|                         | Manuel Esteban Soto | COL  | DNF      |
| Luis Henry Campos       | PER                 | DNF  |          |
| César Augusto Rodríguez | PER                 | DNF  |          |

Datum: 12. Oktober

#### 35 km Gehen
| Platz         | Athlet                  | Land | Zeit (h)   |
| ------------- | ----------------------- | ---- | ---------- |
| 1             | Caio Bonfim             | BRA  | 2:34:17 GR |
| 2             | César Augusto Rodríguez | PER  | 2:35:20    |
| 3             | Diego Pinzón            | COL  | 2:35:27    |
| 4             | Juan Manuel Cano        | ARG  | 2:39:56    |
| 5             | Jorge Ruiz              | COL  | 2:50:38    |
|               | Luis Henry Campos       | PER  | DNF        |
| Andrés Chocho | ECU                     | DNF  |            |

Datum: 14. Oktober

#### 110 m Hürden
| Platz | Athlet              | Land | Zeit (s) |
| ----- | ------------------- | ---- | -------- |
| 1     | Eduardo de Deus     | BRA  | 13,70    |
| 2     | Fanor Escobar       | COL  | 13,96    |
| 3     | Gabriel Constantino | BRA  | 14,00    |
| 4     | Brayan Rojas        | COL  | 14,10    |
| 5     | Martín Sáenz        | CHI  | 14,23    |
| 6     | José Cáceres        | PAR  | 16,82    |

Datum: 13. Oktober
Wind: −0,1 m/s

#### 400 m Hürden
| Platz | Athlet            | Land | Zeit (s) |
| ----- | ----------------- | ---- | -------- |
| 1     | Fanor Escobar     | COL  | 50,63    |
| 2     | Bruno De Genaro   | ARG  | 50,68    |
| 3     | Hederson Estefani | BRA  | 50,99    |
| 4     | Kevin Mina        | COL  | 51,44    |
| 5     | Alfredo Sepúlveda | CHI  | 51,69    |
| 6     | Julio Rodríguez   | VEN  | 52,04    |
| 7     | Diego Courbis     | CHI  | 52,04    |
| 8     | Márcio Teles      | BRA  | 54,48    |

Datum: 14. Oktober

#### 3000 m Hindernis
| Platz          | Athlet            | Land | Zeit (min) |
| -------------- | ----------------- | ---- | ---------- |
| 1              | Gerald Giraldo    | COL  | 8:40,28    |
| 2              | Carlos San Martín | COL  | 8:52,46    |
| 3              | Didier Rodríguez  | PAN  | 8:54,61 PB |
| 4              | Gleison da Silva  | BRA  | 9:03,72    |
|                | Yuri Labra        | PER  | DNF        |
| Julio Palomino | PER               | DNF  |            |

Datum: 15. Oktober

#### 4 × 100 m Staffel
| Platz | Land      | Athleten                                                                 | Zeit (s) |
| ----- | --------- | ------------------------------------------------------------------------ | -------- |
| 1     | Venezuela | David Vivas Rafael Vásquez Alexis Nieves Abdel Kalil                     | 39,47    |
| 2     | Paraguay  | Jonathan Wolk Fredy Maidana Nilo Duré César Almirón                      | 39,60    |
| 3     | Kolumbien | Jhonny Rentería Carlos Flórez Óscar Baltán Carlos Palacios               | 39,74    |
| 4     | Ecuador   | Alan Minda Anderson Marquinez Steeven Salas Francisco Guerrero           | 40,98    |
|       | Brasilien | Rodrigo do Nascimento Felipe Bardi Lucas Rodrigues da Silva Erik Cardoso | DNF      |

Datum: 14. Oktober

#### 4 × 400 m Staffel
| Platz | Land      | Athleten                                                                     | Zeit (min) |
| ----- | --------- | ---------------------------------------------------------------------------- | ---------- |
| 1     | Venezuela | Julio Rodríguez José Antonio Maita Javier Gómez Kelvis Padrino               | 3:06,54    |
| 2     | Brasilien | Lucas Rodrigues da Silva Lucas Carvalho Douglas Mendes Vitor Hugo de Miranda | 3:06,79    |
| 3     | Kolumbien | Nicolás Salinas Kevin Mina Neiker Abello Raúl Mena                           | 3:09,40    |
| 4     | Chile     | Enzo Faulbaum Martín Zabala Martín Kouyoumdjian Alfredo Sepúlveda            | 3:10,00    |
| 5     | Ecuador   | Anderson Marquinez Alan Minda Francisco Guerrero Steeven Salas               | 3:17,27    |
| 6     | Paraguay  | Gustavo Mongelos Paul Wood Jhumiler Sánchez Marcos Antonio González          | 3:22,74    |

Datum: 15. Oktober

#### Hochsprung
| Platz        | Athlet            | Land | Höhe (m) |
| ------------ | ----------------- | ---- | -------- |
| 1            | Thiago Moura      | BRA  | 2,19     |
| 2            | Gilmar Devinson   | COL  | 2,13     |
| 3            | Nicolás Numair    | CHI  | 2,10     |
| 4            | Pedro Álamos      | CHI  | 2,05     |
| 5            | André Franz       | PAR  | 1,80     |
|              | Sebastián Moringo | PAR  | NMH      |
| Carlos Layoy | ARG               | NMH  |          |

Datum: 13. Oktober

#### Stabhochsprung
| Platz | Athlet              | Land | Höhe (m) |
| ----- | ------------------- | ---- | -------- |
| 1     | Germán Chiaraviglio | ARG  | 5,45     |
| 2     | Dyander Pacho       | ECU  | 5,35     |
| 3     | Augusto Dutra       | BRA  | 5,30     |
| 4     | Austin Ramos        | ECU  | 5,30     |
| 5     | Walter Viáfara      | COL  | 5,00     |

Datum: 15. Oktober

#### Weitsprung
| Platz | Athlet            | Land | Weite (m) |
| ----- | ----------------- | ---- | --------- |
| 1     | José Luis Mandros | PER  | 8,07      |
| 2     | Emiliano Lasa     | URU  | 7,93      |
| 3     | Jhon Berrío       | COL  | 7,89 =SB  |
| 4     | Arnovis Dalmero   | COL  | 7,63      |
| 5     | Lucas dos Santos  | BRA  | 7,57      |
| 6     | Luciano Ferrari   | ARG  | 7,44      |
| 7     | Eubrig Maza       | VEN  | 7,20      |
| 8     | Alexsandro Melo   | BRA  | 7,10      |

Datum: 12. Oktober

#### Dreisprung
| Platz | Athlet           | Land | Weite (m) |
| ----- | ---------------- | ---- | --------- |
| 1     | Leodán Torrealba | VEN  | 16,31     |
| 2     | Frixon Chila     | ECU  | 16,03     |
| 3     | Mateus de Sá     | BRA  | 15,98     |
| 4     | Geiner Moreno    | COL  | 15,59     |
| 5     | Alexsandro Melo  | BRA  | 15,47     |
|       | José Centurion   | PAR  | NM        |

Datum: 14. Oktober

#### Kugelstoßen
| Platz | Athlet           | Land | Weite (m) |
| ----- | ---------------- | ---- | --------- |
| 1     | Welington Morais | BRA  | 20,00     |
| 2     | Willian Dourado  | BRA  | 19,77     |
| 3     | Nazareno Sasia   | ARG  | 19,73     |
| 4     | Ignacio Carballo | ARG  | 19,32     |
| 5     | Mario González   | VEN  | 17,52     |
| 6     | Janique Pallees  | SUR  | 16,35 SB  |

Datum: 14. Oktober

#### Diskuswurf
| Platz | Athlet              | Land | Weite (m) |
| ----- | ------------------- | ---- | --------- |
| 1     | Claudio Romero      | CHI  | 64,99 GR  |
| 2     | Mauricio Ortega     | COL  | 63,59     |
| 3     | Juan Caicedo        | ECU  | 62,10     |
| 4     | Alan de Falchi      | BRA  | 56,45     |
| 5     | Juan Ignacio Solito | ARG  | 55,26     |

Datum: 15. Oktober

#### Hammerwurf
| Platz | Athlet            | Land | Weite (m) |
| ----- | ----------------- | ---- | --------- |
| 1     | Gabriel Kehr      | CHI  | 76,81 GR  |
| 2     | Humberto Mansilla | CHI  | 74,12     |
| 3     | Joaquín Gómez     | ARG  | 73,56     |
| 4     | Allan Wolski      | BRA  | 70,54     |
| 5     | Santiago Sasiain  | PAR  | 56,63 SB  |
| 6     | Silvio Ovelar     | PAR  | 52,85     |

Datum: 12. Oktober

#### Speerwurf
| Platz | Athlet                   | Land | Weite (m) |
| ----- | ------------------------ | ---- | --------- |
| 1     | Luiz Mauricio da Silva   | BRA  | 76,90     |
| 2     | Billi Julio              | COL  | 74,38     |
| 3     | Antonio Ortiz            | PAR  | 70,96     |
| 4     | Pedro Henrique Rodrigues | BRA  | 67,84     |
| 5     | Giovanni Díaz            | PAR  | 67,41     |
| 6     | Jonathan Cedeño          | PAN  | 64,83     |
| 7     | Francisco Muse           | CHI  | 63,50     |
| 8     | Lautaro Techera          | URU  | 63,20     |

Datum: 13. Oktober

#### Zehnkampf
| Platz | Athlet            | Land | Punkte |
| ----- | ----------------- | ---- | ------ |
| 1     | Felipe dos Santos | BRA  | 7692   |
| 2     | Andy Preciado     | ECU  | 7679   |
| 3     | Gerson Izaguirre  | VEN  | 7449   |
| 4     | José Santana      | BRA  | 7211   |
| 5     | Lars Flaming      | PAR  | 5430   |

Datum. 12./13. Oktober

### Frauen

#### 100 m
| Platz | Athletin                  | Land | Zeit (s) |
| ----- | ------------------------- | ---- | -------- |
| 1     | Ana Azevedo               | BRA  | 11,75    |
| 2     | María Florencia Lamboglia | ARG  | 11,90    |
| 3     | Ángela Tenorio            | ECU  | 11,93    |
| 4     | Shelsy Romero             | COL  | 12,07    |
| 5     | Angélica Gamboa           | COL  | 12,11    |
| 6     | Leticia Arispe            | BOL  | 12,15    |
| 7     | Guadalupe Tórrez          | BOL  | 12,18    |
| 8     | Xenia Hiebert             | PAR  | 12,25    |

Datum: 13. Oktober
Wind: 0,0 m/s

#### 200 m
| Platz | Athletin         | Land | Zeit (s) |
| ----- | ---------------- | ---- | -------- |
| 1     | Anahí Suárez     | ECU  | 23,06    |
| 2     | Orangy Jiménez   | VEN  | 23,33    |
| 3     | Ana Azevedo      | BRA  | 23,43    |
| 4     | Martina Weil     | CHI  | 23,48    |
| 5     | Nicole Caicedo   | ECU  | 23,67    |
| 6     | Shary Vallecilla | COL  | 23,75    |
| 7     | Xenia Hiebert    | PAR  | 25,00    |
| 8     | Leticia Arispe   | BOL  | 25,35    |

Datum: 14. Oktober
Wind: −0,3 m/s

#### 400 m
| Platz | Athletin         | Land | Zeit (s) |
| ----- | ---------------- | ---- | -------- |
| 1     | Evelis Aguilar   | COL  | 51,90    |
| 2     | Martina Weil     | CHI  | 51,92    |
| 3     | Anahí Suárez     | ECU  | 52,24 NR |
| 4     | Tiffani Marinho  | BRA  | 54,11    |
| 5     | Cecilia Gómez    | BOL  | 56,04    |
| 6     | Ibeyis Romero    | VEN  | 56,47    |
| 7     | Fatima Amarilla  | PAR  | 57,60    |
| 8     | Araceli Martínez | PAR  | 59,29    |

Datum: 13. Oktober

#### 800 m
| Platz | Athletin            | Land | Zeit (min) |
| ----- | ------------------- | ---- | ---------- |
| 1     | Déborah Rodríguez   | URU  | 2:08,14    |
| 2     | Jaqueline Weber     | BRA  | 2:08,97    |
| 3     | Rosangélica Escobar | COL  | 2:09,56    |
| 4     | Andrea Calderón     | ECU  | 2:10,21    |
| 5     | Martina Escudero    | ARG  | 2:10,42    |
| 6     | Anita Poma          | PER  | 2:11,58    |
| 7     | Berdine Castillo    | CHI  | 2:14,45    |
| 8     | María Añazco        | PAR  | 2:15,85    |

Datum: 15. Oktober

#### 1500 m
| Platz | Athletin            | Land | Zeit (min) |
| ----- | ------------------- | ---- | ---------- |
| 1     | Fedra Luna          | ARG  | 4:14,69 GR |
| 2     | Mariana Borelli     | ARG  | 4:16,49    |
| 3     | Jaqueline Weber     | BRA  | 4:17,50    |
| 4     | Joselyn Brea        | VEN  | 4:20,08    |
| 5     | Josefa Quezada      | CHI  | 4:20,54    |
| 6     | Muriel Coneo        | COL  | 4:20,69    |
| 7     | Anita Poma          | PER  | 4:21,31    |
| 8     | María Pía Fernández | URU  | 4:30,08    |

Datum: 13. Oktober

#### 5000 m
| Platz | Athletin          | Land | Zeit (min)     |
| ----- | ----------------- | ---- | -------------- |
| 1     | Fedra Luna        | ARG  | 15:41,78 GR PB |
| 2     | Joselyn Brea      | VEN  | 15:42,70 SB    |
| 3     | Luz Mery Rojas    | PER  | 15:49,85       |
| 4     | Micaela Levaggi   | ARG  | 15:49,90 PB    |
| 5     | Edymar Brea       | VEN  | 16:10,95 SB    |
| 6     | Muriel Coneo      | COL  | 16:20,53       |
| 7     | Josefa Quezada    | CHI  | 16:23,13       |
| 8     | Jovana de la Cruz | PER  | 16:32,95       |

Datum: 14. Oktober

#### 10.000 m
| Platz | Athletin          | Land | Zeit (min)  |
| ----- | ----------------- | ---- | ----------- |
| 1     | Florencia Borelli | ARG  | 33:43,37    |
| 2     | Daiana Ocampo     | ARG  | 33:36,47    |
| 3     | Luz Mery Rojas    | PER  | 33:50,44    |
| 4     | Jovana de la Cruz | PER  | 34:17,05    |
| 5     | Edymar Brea       | VEN  | 34:27,44 SB |
| 6     | Silvia Ortiz      | ECU  | 34:38,68 SB |
| 7     | Jhoselyn Camargo  | BOL  | 34:49,30    |
| 8     | Jennifer González | CHI  | 35:54,63    |

Datum: 14. Oktober

#### Marathon
| Platz | Athletin        | Land | Zeit (h)   |
| ----- | --------------- | ---- | ---------- |
| 1     | Rosa Chacha     | ECU  | 2:34:25 GR |
| 2     | Soledad Torre   | PER  | 2:37:03    |
| 3     | Helen Baltazar  | BOL  | 2:50:31    |
| 4     | Carmen Martínez | PAR  | 2:57:47    |
|       | Fatima Romero   | PAR  | DNF        |

Datum: 15. Oktober

#### 20 km Gehen
| Platz | Athletin       | Land | Zeit (h) |
| ----- | -------------- | ---- | -------- |
| 1     | Glenda Morejón | ECU  | 1:31:34  |
| 2     | Viviane Lyra   | BRA  | 1:32:31  |
| 3     | Evelyn Inga    | PER  | 1:35:49  |
| 4     | Ángela Castro  | BOL  | 1:41:13  |

Datum: 12. Oktober

#### 35 km Gehen
| Platz | Athletin         | Land | Zeit (h)   |
| ----- | ---------------- | ---- | ---------- |
| 1     | Viviane Lyra     | BRA  | 2:50:57 GR |
| 2     | Karla Jaramillo  | ECU  | 2:54:01 PB |
| 3     | Evelyn Inga      | PER  | 2:54:54    |
| 4     | Magaly Bonilla   | ECU  | 2:56:58    |
| 5     | Sandra Galvis    | COL  | 3:00:58    |
| 6     | Anabelly Orjuela | COL  | 3:02:55    |
| 7     | Casandra Nieto   | BOL  | 3:37:49    |

Datum: 14. Oktober

#### 100 m Hürden
| Platz | Athletin                | Land | Zeit (s) |
| ----- | ----------------------- | ---- | -------- |
| 1     | Yoveinny Mota           | VEN  | 13,60    |
| 2     | Micaela de Mello        | BRA  | 13,69    |
| 3     | María Alejandra Murillo | COL  | 14,06 PB |
| 4     | Mariza Karabia          | PAR  | 14,57    |
| 5     | Rossmary Paredes        | PAR  | 14,94    |
| 6     | Diana Bazalar           | PER  | 15,44    |

Datum: 13. Oktober
Wind: +0,2 m/s

#### 400 m Hürden
| Platz | Athletin          | Land | Zeit (s) |
| ----- | ----------------- | ---- | -------- |
| 1     | Valeria Cabezas   | COL  | 57,17    |
| 2     | Chayenne da Silva | BRA  | 57,91    |
| 3     | Liliane Parrela   | BRA  | 57,92    |
| 4     | Tania Guasace     | BOL  | 62,20    |
| 5     | Fatima Amarilla   | PAR  | 64,77    |
| 6     | María Paz Acuña   | PAR  | 65,09 PB |

Datum: 14. Oktober

#### 3000 m Hindernis
| Platz | Athletin         | Land | Zeit (min) |
| ----- | ---------------- | ---- | ---------- |
| 1     | Belén Casetta    | ARG  | 10:23,28   |
| 2     | Mirelle Leite    | BRA  | 10:25,58   |
| 3     | Stefany López    | COL  | 10:26,82   |
| 4     | Margarita Núñez  | PER  | 10:41,02   |
| 5     | Carolina Lozano  | ARG  | 10:52,98   |
| 6     | Verónica Huacasi | PER  | 11:37,91   |
| 7     | Daniela Rivera   | PAR  | 12:32,81   |

Datum: 15. Oktober

#### 4 × 100 m Staffel
| Platz | Land      | Athletinnen                                                         | Zeit (s) |
| ----- | --------- | ------------------------------------------------------------------- | -------- |
| 1     | Kolumbien | Evelin Rivera Angélica Gamboa Melany Bolaño María Alejandra Murillo | 44,61    |
| 2     | Chile     | Macarena Borie María Montt Isidora Jiménez Javiera Cañas            | 45,04    |
| 3     | Brasilien | Vida Caetano Ana Azevedo Gabriela Mourão Micaela de Mello           | 45,43    |
| 4     | Paraguay  | Noelia Vera Macarena Giménez Araceli Contrera Xenia Hiebert         | 46,37    |
| 5     | Bolivien  | Leticia Arispe Cecilia Gómez Valeria Quispe Guadalupe Tórrez        | 47,34    |
|       | Ecuador   | Nicole Caicedo Anahí Suárez Yuliana Angulo Ángela Tenorio           | DNF      |

Datum: 14. Oktober

#### 4 × 400 m Staffel
| Platz | Land      | Athletinnen                                                      | Zeit (min) |
| ----- | --------- | ---------------------------------------------------------------- | ---------- |
| 1     | Kolumbien | Lina Licona Rosangélica Escobar Valeria Cabezas Evelis Aguilar   | 3:31,30 GR |
| 2     | Brasilien | Tábata de Carvalho Liliane Parrela Maria de Sena Tiffani Marinho | 3:35,61    |
| 3     | Chile     | Rocío Muñoz Berdine Castillo Poulette Cardoch Martina Weil       | 3:37,58    |
| 4     | Ecuador   | Evelin Mercado Andrea Calderón Anahí Suárez Nicole Caicedo       | 3:39,87    |
| 5     | Paraguay  | Araceli Martínez María Añazco Araceli Contrera Fatima Amarilla   | 4:03,52    |

Datum: 15. Oktober

#### Hochsprung
| Platz | Athletin           | Land | Höhe (m) |
| ----- | ------------------ | ---- | -------- |
| 1     | Valdiléia Martins  | BRA  | 1,87 SB  |
| 2     | Glenka Antonia     | CUW  | 1,81     |
| 3     | Sarah Freitas      | BRA  | 1,78     |
| 4     | Arianna Gutiérrez  | VEN  | 1,75     |
| 4     | Jennifer Rodríguez | COL  | 1,75     |
| 6     | Joyce Micolta      | ECU  | 1,75     |
| 7     | Antonia Merino     | CHI  | 1,70     |
| 8     | Carla Ríos         | BOL  | 1,65     |

Datum. 12. Oktober

#### Stabhochsprung
| Platz | Athletin          | Land | Höhe (m) |
| ----- | ----------------- | ---- | -------- |
| 1     | Robeilys Peinado  | VEN  | 4,20     |
| 2     | Juliana Campos    | BRA  | 4,20     |
| 3     | Isabel de Quadros | BRA  | 4,10     |
| 4     | Antonia Crestani  | CHI  | 3,70     |
|       | Stefany Castillo  | COL  | NMH      |

Datum. 14. Oktober

#### Weitsprung
| Platz | Athletin           | Land | Weite (m) |
| ----- | ------------------ | ---- | --------- |
| 1     | Letícia Melo       | BRA  | 6,64      |
| 2     | Natalia Liñares    | COL  | 6,43      |
| 3     | Yuliana Angulo     | ECU  | 6,22      |
| 4     | Natalie Aranda     | PAN  | 6,04      |
| 5     | Ana Paula Argüello | PAR  | 5,87      |
| 6     | Rocío Muñoz        | CHI  | 5,63      |
| 7     | Noelia Vera        | PAR  | 5,50      |
| 8     | Glenka Antonia     | CUW  | 5,15      |

Datum. 13. Oktober

#### Dreisprung
| Platz | Athletin            | Land | Weite (m) |
| ----- | ------------------- | ---- | --------- |
| 1     | Gabriele dos Santos | BRA  | 13,74     |
| 2     | Liuba Zaldívar      | ECU  | 13,49     |
| 3     | Núbia Soares        | BRA  | 13,10     |
| 4     | Valeria Quispe      | BOL  | 12,89     |
| 5     | Estrella Lobo       | COL  | 12,57     |
| 6     | Ana Paula Argüello  | PAR  | 12,51     |

Datum. 14. Oktober

#### Kugelstoßen
| Platz | Athletin           | Land | Weite (m) |
| ----- | ------------------ | ---- | --------- |
| 1     | Natalia Duco       | CHI  | 17,08     |
| 2     | Ivana Gallardo     | CHI  | 16,73     |
| 3     | Ana Caroline Silva | BRA  | 16,40     |
| 4     | Fedra Florentin    | PAR  | 13,55     |
| 5     | Alicia Grootfaam   | SUR  | 12,75     |

Datum. 14. Oktober

#### Diskuswurf
| Platz | Athletin           | Land | Weite (m) |
| ----- | ------------------ | ---- | --------- |
| 1     | Izabela da Silva   | BRA  | 60,86 GR  |
| 2     | Andressa de Morais | BRA  | 60,10     |
| 3     | Karen Gallardo     | CHI  | 57,62     |
| 4     | Yerlín Palacios    | COL  | 55,39     |
| 5     | Ailén Armada       | ARG  | 54,08     |
| 6     | Catalina Bravo     | CHI  | 46,83     |
| 7     | Yerilda Zapata     | VEN  | 40,66     |

Datum. 14. Oktober

#### Hammerwurf
| Platz | Athletin          | Land | Weite (m) |
| ----- | ----------------- | ---- | --------- |
| 1     | Rosa Rodríguez    | VEN  | 68,90 SB  |
| 2     | Mayra Gaviria     | COL  | 65,40     |
| 3     | Ximena Zorrilla   | PER  | 62,78     |
| 4     | Mariana Marcelino | BRA  | 59,79     |
| 5     | Silenis Vargas    | VEN  | 57,19     |
| 6     | María Piccardo    | PAR  | 51,80     |
| 7     | Nair Godoy        | PAR  | 47,94     |

Datum. 12. Oktober

#### Speerwurf
| Platz | Athletin         | Land | Weite (m)   |
| ----- | ---------------- | ---- | ----------- |
| 1     | Flor Ruíz        | COL  | 62,97 GR SB |
| 2     | Jucilene de Lima | BRA  | 62,42 SB    |
| 3     | Juleisy Ángulo   | ECU  | 61,10 NR    |
| 4     | Manuela Rotundo  | URU  | 53,34       |
| 5     | Laura Paredes    | PAR  | 49,90       |
| 6     | Fiorella Veloso  | PAR  | 47,66       |
| 7     | Yiset Jiménez    | COL  | 44,24       |

Datum. 13. Oktober

#### Siebenkampf
| Platz | Athletin           | Land | Punkte     |
| ----- | ------------------ | ---- | ---------- |
| 1     | Martha Araújo      | COL  | 6112 GR PB |
| 2     | Ana Camila Pirelli | PAR  | 5756       |
| 3     | Joyce Micolta      | ECU  | 5396 PB    |
| 4     | Jenifer Vieira     | BRA  | 5314       |
| 5     | Raiane Vasconcelos | BRA  | 5067       |

Datum. 14./15. Oktober

## Mixed

### 4 × 400 m Staffel
| Platz | Land      | Athleten                                                           | Zeit (min) |
| ----- | --------- | ------------------------------------------------------------------ | ---------- |
| 1     | Brasilien | Anderson Henriques Maria de Sena Douglas Mendes Tábata de Carvalho | 3:21,53 GR |
| 2     | Ecuador   | Alan Minda Evelin Mercado Francisco Guerrero Nicole Caicedo        | 3:22,27    |
| 3     | Kolumbien | Nicolás Salinas Lina Licona Raúl Mena Rosangélica Escobar          | 3:22,87    |
| 4     | Venezuela | Kelvis Padrino Yoveinny Mota José Antonio Maita Orangy Jiménez     | 3:22,91    |
| 5     | Paraguay  | Marcos Antonio González Fatima Amarilla Paul Wood Araceli Martínez | 3:36,36    |

Datum: 12. Oktober

## Medaillenspiegel
Ausrichter 
| Rang  | Land        | Gold | Silber | Bronze | Gesamt |
| ----- | ----------- | ---- | ------ | ------ | ------ |
| 1     | Brasilien   | 14   | 13     | 15     | 42     |
| 2     | Argentinien | 9    | 4      | 2      | 15     |
| 3     | Kolumbien   | 8    | 7      | 9      | 24     |
| 4     | Venezuela   | 6    | 4      | 2      | 12     |
| 5     | Ecuador     | 5    | 8      | 6      | 19     |
| 6     | Chile       | 4    | 5      | 4      | 13     |
| 7     | Peru        | 1    | 2      | 5      | 8      |
| 8     | Uruguay     | 1    | 2      | 2      | 5      |
| 9     | Panama      | 1    | 0      | 1      | 2      |
| 10    | Paraguay    | 0    | 3      | 1      | 4      |
| 11    | Curaçao     | 0    | 1      | 0      | 1      |
| 12    | Bolivien    | 0    | 0      | 2      | 2      |
| Total | Total       | 49   | 49     | 49     | 147    |